# Am I Evil?
"Am I Evil?" é uma música da banda britânica de heavy metal Diamond Head. Lançada em seu álbum de estreia de 1980 Lightning to the Nations, canção foi escrita por Sean Harris (vocalista) e Brian Tatler (guitarrista) e lançado pela "Happy Face Records" (selo próprio da banda ). Na época de seu lançamento, a música tornou-se popular imediatamente entre os círculos de metal no Reino Unido, conquistando notoriedade internacional após a banda de thrash metal Metallica lançar uma versão cover em 1998 no álbum de covers Garage Inc..

## Lançamento e Recepção
A música foi lançada por Diamond Head originalmente em 1980, no seu disco de estreia intitulado Lightning to the Nations. Foi regravada em seguida para o segundo álbum, Borrowed Time. A música é também uma das mais pedidas em shows e ainda permanece no setlist da banda até hoje. No entanto, após tantos anos, o vocalista Sean Harris já estava ficando farto de tocar show após show "Am I Evil?". Esta foi uma das razões pela qual durante a sua apresentação no National Bowl, ele subiu ao palco vestido como Grim Reaper.
Em dezembro de 2004, "Am I Evil?" foi eleita como o quinto melhor riff de heavy metal.

## Covers
A canção tornou-se mais conhecida ainda devido ao cover gravado pelo Metallica. Este cover é encontrado na versão japonesa relançada do álbum de estreia, Kill 'Em All (a versão original do álbum não tem a inclusão do cover), embora o cover tenha sido originalmente lançado como um B-side do single Creeping Death em 1984, e mais tarde lançado em Garage Inc. em 1998. A música também tem sido destaque nas performances ao vivo do Metallica, ao longo de sua carreira. A versão tocada por Metallica possui uma batida mais rápida e distorções mais pesadas. Hetfield também mudou o refrão final de "Am I evil? Yes, I am." para "Am I evil? Yes, I fucking am!". Os membros de Diamond Head afirmaram que ficaram lisonjeados com o cover, e que os direitos autorais permitiram a banda continuar.
A banda Faith No More também criou uma versão cover para a canção.
A versão original do Diamond Head da música, está incluída nos jogos Guitar Hero: Metallica e Brütal Legend. A versão cover do Metallica está incluída no jogo Rock Revolution como uma música possível de ser tocada.
Recentemente, em uma outra homenagem para a música, os membros do "Big Four of Thrash" - Metallica, Anthrax, Slayer e Megadeth, tocaram a música juntos, na cidade de Sofia, Bulgária. Sem a participação dos membros do Slayer - Tom Araya, Kerry King e Jeff Hanneman - os membros combinados dessas 4 bandas tocaram a primeira metade da música. A gravação foi lançada mais tarde no DVD The Big 4 Live From Sofia, Bulgaria.
Na parte britânica do Sonisphere Festival, Bill Bailey usou a música como introdução do seu setlist. O próprio Diamond Head tocou no mesmo festival.
No jogo The Neverhood, há uma cena em que Klaymen puxa um pino que mantém duas metades do Neverhood separadas. Quando os lados se unem, uma versão alterada do cover feito pelo Metallica é reproduzida.

## Utilizações populares
A versão do Diamond Head foi destaque em 2009 nos jogos Guitar Hero: Metallica e Brütal Legend, e no filme, também de 2009, Halloween II.
A banda de paródia Beatallica gravou um mashup de "Am I Evil?" e com a música "And I Love Her", dos Beatles intitulada "And I'm Evil", no seu álbum de 2009 Masterful Mystery Tour.